# Leandro Castán
Leandro Castán da Silva (Jaú, 5 de novembro de 1986) é um ex-futebolista brasileiro que atuava como zagueiro. Seu último clube foi o Guarani.

## Carreira

### Corinthians
Contratado do Grêmio Barueri, Leandro Castán chegou ao Corinthians em 2010 e passou a atuar como titular em 2011 — assumiu a vaga do então capitão William, que havia se aposentado. O defensor brilhou na campanha do título do Campeonato Brasileiro, tornou-se titular absoluto em 2012 e foi fundamental no ótimo rendimento do setor defensivo na conquista da Copa Libertadores da América. Comandado pelo técnico Tite, o Timão foi campeão invicto da principal competição sul-americana.

#### Gols pelo Corinthians
|      | Data          | Local                          | Placar | Resultado | Adversário          | Gols | Competição            |
| 2010 | 2010          | 2010                           | 2010   | 2010      | 2010                | 2010 | 2010                  |
| ---- | ------------- | ------------------------------ | ------ | --------- | ------------------- | ---- | --------------------- |
| 1.   | 7 de julho    | Campo Grande, Pedro Pedrossian | 4–0    | 6–0       | Comercial/MS        | 1    | Amistoso              |
| 2.   | 10 de outubro | São Paulo, Pacaembu            | 1–0    | 3–4       | Atlético Goianiense | 1    | Campeonato Brasileiro |
| 2011 |               |                                |        |           |                     |      |                       |
| 3.   | 9 de outubro  | São Paulo, Pacaembu            | 1–0    | 3–0       | Atlético Goianiense | 1    | Campeonato Brasileiro |

### Roma
No dia 2 de julho de 2012, Castán foi vendido à Roma por 5,5 milhões de euros (cerca de 13,7 milhões de reais). Marcou seu único gol pelo clube no dia 8 de dezembro, numa goleada por 4–2 contra a Fiorentina, válida pela Serie A.

#### Gols pela Roma
|    | Data                  | Local                  | Placar | Resultado | Adversário | Gols | Competição |
| -- | --------------------- | ---------------------- | ------ | --------- | ---------- | ---- | ---------- |
| 1. | 8 de dezembro de 2012 | Roma, Olímpico de Roma | 1–0    | 4–2       | Fiorentina | 1    | Serie A    |

### Sampdoria e Torino
Em 11 de julho de 2016, assinou por empréstimo com a Sampdoria. Porém, pouco mais de um mês depois, no dia 19 de agosto, rescindiu o contrato e foi repassado ao Torino, também por empréstimo.

### Cagliari
No dia 11 de janeiro de 2018, o Cagliari anunciou o empréstimo de Leandro Castán por seis meses. O zagueiro ainda possuía contrato com a Roma até 2020.

### Vasco da Gama
No dia 3 de agosto de 2018, após seis anos no futebol italiano, Leandro Castán retornou ao Brasil para jogar no Vasco da Gama. Fez sua estreia pela equipe cruzmaltina na derrota para o Palmeiras, por 1–0, em partida válida pelo Campeonato Brasileiro. Logo em seu segundo jogo pelo Cruzmaltino, contra o Ceará, Castán sofreu uma luxação no ombro direito e uma fratura no dedo da mão esquerda, o que deixou o zagueiro fora de seis rodadas no Brasileirão. Teve a sua volta na partida contra o Flamengo, no Estádio Mané Garrincha, e que terminou com um empate de 1–1. No restante da temporada, Castán foi titular absoluto da equipe de Alberto Valentim, formando dupla de zaga com Werley. Ainda em 2018, chegou a receber algumas sondagens do Corinthians por sua volta, mas em dezembro confirmou que ficaria no clube carioca para o ano seguinte.
Já em 2019, Castán conquistou o seu primeiro título com o Vasco, a Taça Guanabara, tendo sido titular absoluto do Vasco na competição. No jogo contra o Santos, pela Copa do Brasil, o zagueiro deixou o gramado nos primeiros minutos da partida, sentindo dores na coxa esquerda. Retornou no clássico diante do Fluminense, válido pelo Brasileirão. Essa partida foi a estreia de Castán no Campeonato Brasileiro. O zagueiro ainda teve direito de marcar o gol de empate que iniciou a reação cruzmaltina, que venceu a partida de virada por 2–1.
No dia 27 de janeiro de 2022, acertou sua saída do Vasco após quatro anos sendo capitão e atuando na equipe. O zagueiro foi peça fundamental na equipe no ano de 2018 contra o rebaixamento a Série B do Brasileiro. Ao todo, foram 145 jogos e quatro gols marcados com a camisa cruzmaltina. Conquistou dois títulos: a Taça Guanabara de 2019 e a Taça Rio de 2021.

### Guarani
Castán foi anunciado como novo reforço do Guarani no dia 15 de março de 2022. Pouco mais de três meses depois, no dia 29 de junho, o zagueiro decidiu rescindir o contrato com o Bugre. Ao todo foram apenas oito jogos disputados em sua passagem pelo clube de Campinas.

### Aposentadoria
Após ter deixado o Guarani, Castán anunciou sua aposentadoria no dia 11 de julho, aos 35 anos.

## Seleção Nacional
No dia 27 de setembro de 2012, foi convocado pela primeira vez a Seleção Brasileira pelo técnico Mano Menezes.
| Data | Local                  | Resultado                                        | Adversário | Gols     | Competição |          |
| ---- | ---------------------- | ------------------------------------------------ | ---------- | -------- | ---------- | -------- |
| 1.   | 16 de outubro de 2012  | Estádio Municipal de Wroclaw, Breslávia, Polônia | 4–0        | Japão    | 0          | Amistoso |
| 2.   | 14 de novembro de 2012 | Nova Jérsia, Estados Unidos                      | 1–1        | Colômbia | 0          | Amistoso |

## Vida pessoal
Leandro Castán é irmão do também futebolista Luciano Castán, que também atua como zagueiro. Ambos são filhos de Marcelo Castán, ex-zagueiro que atualmente mora em Jaú, interior de São Paulo.
Em 2014, Castán foi diagnosticado com cavernoma e precisou se afastar dos campos para se focar em sua recuperação. A cirurgia, bem-sucedida, afetou a área da coordenação motora de seu cérebro, e o zagueiro precisou, literalmente, ao longo de seis meses de fisioterapia, reaprender a andar. Essa situação afetou profundamente a vida e carreira de Castán, que chegou a cogitar a aposentadoria aos 26 anos.

## Títulos
Atlético Mineiro
- Campeonato Brasileiro - Série B: 2006
- Campeonato Mineiro: 2007

Corinthians
- Campeonato Brasileiro: 2011
- Copa Libertadores da América: 2012

Roma
- Troféu Naranja: 2015[22]

Vasco da Gama
- Taça Guanabara: 2019
- Taça Rio: 2021

### Prêmios individuais
- Troféu Mesa Redonda: 2011
- Seleção da Copa Libertadores da América: 2012
- Seleção do Campeonato Carioca: 2019[23]